# Elysia cornigera
Elysia cornigera is een slakkensoort uit de familie van de Plakobranchidae. De wetenschappelijke naam van de soort is voor het eerst geldig gepubliceerd in 1989 door Nuttall.